# Батальйон безпілотних систем 110 ОМБр
Історія підрозділу
Рота ударних безпілотних авіаційних комплексів (РУБпАК) 110-ї окремої механізованої бригади, була сформована у березні 2023 року. Від початку свого існування підрозділ отримав бойові завдання на одному з найскладніших напрямків – в районі міста Авдіївка. Військовослужбовці роти брали участь в обороні міста до його повного захоплення противником 17 лютого 2024 року.
У березні 2024 року РУБпАК продовжував виконувати бойові завдання, зокрема вів оборонні дії на підступах до населеного пункту Очеретине Донецької області (напрямок Степове – Авдіївка). Висока ефективність підрозділу у знищенні живої сили та техніки противника стала підставою для його розширення та переформування.
29 березня 2024 року на основі РУБпАК було створено батальйон безпілотних систем (бБпС). Новий підрозділ продовжив активні бойові дії на різних ділянках фронту:
квітень – травень 2024 року – оборона Очеретиного та Новоолександрівки;
червень – липень 2024 року – бої в районах Новоолександрівки, Архангельського, Прогреса та Очеретиного, зокрема оборона населених пунктів Воздвиженка та Прогрес;
серпень – вересень 2024 року – оборонні дії на ділянках Воздвиженка – Очеретине та Гродівка – Прогрес, включаючи оборону Воздвиженки та Гродівки;
жовтень 2024 року – участь в обороні Курахівки на Курахівському напрямку;
листопад 2024 року – ведення боїв на Оріхівському напрямку в Запорізькій області;
грудень 2024 року – дотепер – участь у бойових діях на напрямку Велика Новосілка.
1. ↑  110 ББС. Telegram. Процитовано 19 серпня 2025.
2. ↑  Батальйон Безпілотних Систем 110-ї бригади. YouTube (укр.). Процитовано 19 серпня 2025.
3. ↑   https://www.facebook.com/bbs110/. {{cite web}}: Пропущений або порожній |title= (довідка)
4. ↑   https://www.facebook.com/bbs110/. {{cite web}}: Пропущений або порожній |title= (довідка)
5. ↑   https://www.facebook.com/bbs110/. {{cite web}}: Пропущений або порожній |title= (довідка)